# Psalydolytta gridelli
Psalydolytta gridelli es una especie de coleóptero de la familia Meloidae.

## Distribución geográfica
Habita en Etiopía y Sudán.